# Lom (stad)
Lom (Лом) är en hamnstad i kommunen Obsjtina Lom i nordvästra Bulgarien, vid sammanflödet av floderna Donau och Lom. Den har 29 981 invånare (2005) och ligger i regionen Montana. Efter Ruse är Lom Bulgariens största och mest betydelsefulla hamnstad vid Donau. Den är även en järnvägsslutstation. Lom ligger 162 kilometer norr om huvudstaden Sofia.
Lom är antikens Almus. Staden är känd för sin nyrenässansarkitektur och sina Donaustränder. Staden har tillverkning av öl och vin. Det finns ett antal museer, många monument och en stor park i norra delen av staden.